# Barbro Lind
Barbro Lind, född 1942 i Haparanda, är en svensk målare.
Lind studerade vid Konsthögskolan i Stockholm. Separat har hon ställt ut på bland annat Cafe Mejan, Galerie Pierre, Doktor Glas och Svenska Bilder samt i ett flertal samlingsutställningar. Bland henne offentliga arbeten märks utsmyckning för Byängsskolan i Täby och en väggobeläng för LKAB i Luleå. Hon har tilldelades stipendium från Konstakademien, Konstnärsnämnden och Stockholm stad. Hennes konst består av symboliska och politiska bilder i olika tekniker, 